# One Piece: Romance Dawn Story
One Piece: Romance Dawn Story (ONE PIECE ロマンス ドーン ストーリー?, One Piece: Romansu Dōn Sutōrī) è il secondo speciale tratto dal manga One Piece di Eiichirō Oda. Fu creato per il 40º Jump Super Anime Tour. È stato proiettato in anteprima nell'ottobre 2008 durante il Jump Anime Super Tour e poi diffuso come ONA il 24 novembre dello stesso anno.
Lo special è tratto dalla prima versione di Romance Dawn, anche se è spostata a dopo gli eventi di Thriller Bark: fra i protagonisti, infatti, c'è anche Brook.

## Trama
La ciurma di Cappello di Paglia ha finito le scorte di cibo e Rufy viene spedito con la Mini-Merry per procurare qualcosa ma durante il tragitto va fuori rotta e si perde. Incontra il pirata Galley "Falce di Luna", che sconfigge facilmente, e successivamente arriva in un piccolo villaggio dove trova una ragazza di nome Silk che lo scambia per il pirata Galley. Dopo aver chiarito il malinteso ed avergli offerto del cibo, Silk racconta a Rufy che lei è figlia di pirati che l'abbandonarono dopo aver saccheggiato proprio quel villaggio.
Successivamente Rufy torna alla Mini-Merry ma il sindaco con gli abitanti del villaggio lo scacciano quando vengono a conoscenza del fatto che lui è un pirata, tuttavia il villaggio viene attaccato da Galley, che nel frattempo si è ripreso dalla batosta precedente; egli infatti, dopo aver aggredito Silk, che voleva proteggere Rufy, prende il cappello di Rufy, appartenuto all'imperatore Shanks il Rosso, e lo getta in mare. Rufy cerca di afferrarlo allungandosi ma Galley getta in mare anche lui, che però verrà salvato da Silk. Galley inizia a sparare cannonate contro il villaggio distruggendo molti edifici e così Rufy si fionda contro la sua nave e, mentre rischia di cadere in mare, viene salvato dalla sua ciurma. Inizia così il combattimento tra le due ciurme. Galley inizia a spaventarsi quando viene a sapere che Cappello di Paglia ha una taglia di 300.000.000 di Berry mentre la sua ammonta a soli 5.000.000. Infine Rufy sconfigge facilmente Galley, che giura vendetta, e spacca a metà la sua nave con il Gear Third. Rufy regala poi i tesori di Galley al villaggio per la sua ricostruzione.

## Personaggi
Monkey D. Rufy (モンキー・D・ルフィ?, Monkī D. Rufi)
Doppiato da: Mayumi Tanaka
Roronoa Zoro (ロロノア・ゾロ?, Roronoa Zoro)
Doppiato da: Kazuya Nakai
Nami (ナミ?, Nami)
Doppiata da: Akemi Okamura
Usop (ウソップ?, Usoppu)
Doppiato da: Kappei Yamaguchi
Sanji (サンジ?, Sanji)
Doppiato da: Hiroaki Hirata
TonyTony Chopper (トニートニー・チョッパー?, Tonītonī Choppā)
Doppiato da: Ikue Ōtani
Nico Robin (ニコ・ロビン?, Niko Robin)
Doppiata da: Yuriko Yamaguchi
Franky (フランキー?, Furankī)
Doppiato da: Kazuki Yao
Brook (ブルック?, Burukku)
Doppiato da: Chō
Galley "Falce di Luna" (三日月のギャリー?, Mikadzuki No Gyarī)
Doppiato da: Rikiya Koyama
È l'antagonista principale dello special e viene sconfitto da Rufy con estrema facilità. È un pirata stravagante con caratteristici baffi neri a forma di mezzaluna e una barbetta di colore arancio. Il suo Jolly Roger è un teschio con a fianco una luna crescente. Ha una taglia di cinque milioni di Berry. Compare anche nell'anime, stavolta con i capelli e la barba grigi, dove viene facilmente sconfitto da Smoker a Rogue Town. Fa una piccola apparizione anche nel nono film, su un avviso di taglia.
Silk (シルク?, Shiruku)
Doppiata da: Kaya Matsutani
È la figlia di un pirata che l'ha abbandonata quando era ancora una neonata. Aiuta Rufy a sconfiggere Galley, grazie alle sue abilità da spadaccina e in più sembra abbia sentito parlare di Shanks il rosso, vista la sua fama. Il personaggio di Silk è ispirato al prototipo di Nami.
Gol D. Roger (ゴール・D・ロジャー?, Gōru D. Rojā)
Doppiato da: Akio Ōtsuka
Sindaco
Doppiato da: Kōzō Shioya

## Colonna sonora
Come nella serie animata, la colonna sonora è composta da Kōhei Tanaka. La sigla finale è intitolata A THOUSAND DREAMERS ed è cantata dai nove seiyū dei protagonisti.

## Distribuzione
Lo speciale è stato successivamente distribuito come triplo DVD con Dragon Ball: Ossu! Kaette kita Son Goku to nakama-tachi!!, che era disponibile solo tramite un'offerta per posta esclusiva per i residenti giapponesi.